# 陈明川
陈明川（1965年2月21日—），中国围棋棋手。1983年全国围棋升段赛由四段升五段。 1985年全国围棋升段赛由五段升六段。 1986年全国围棋升段赛由六段升七段。 曾在日本留学。曾翻译日本围棋规则。在云南大学开设围棋。